# 고시십구수

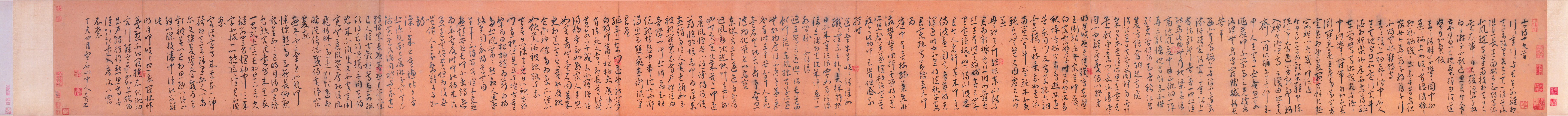

고시십구수(古詩十九首)는 2세기 중엽 <문선(文選)> 29에 실린, 작자 불명의 5언시 19수이다.
19수 중 8수는 <옥제신영(玉題新詠)>에 매승(枚乘)의 작품이라고 되어 있고, 또 1수는 <문심조룡(文心雕龍)>에 후한 부의(傅毅)의 작품으로 되어 있다. 따라서 같은 시기의 작품도 아니고, 한 사람의 작품도 아니다. 5언시의 가장 초기의 작품으로서 주목되고, 민요의 내용에 문인이 손질을 한 것같이 보여진다.  말투는 문인적이나 내용은 민간가요의 색채가 깊어 이별의 슬픔, 생의 허무함, 흘러가는 세월에 대한 비탄, 불우한 강개(慷慨) 등 인간들에게 공통된 심정을 노래하였고, 그 훌륭한 표현이 사람을 감동시킨다. 이것을 '축신(逐臣)' '기사(棄士)'의 정과 관련짓는 주석도 있으나 그대로 순수히 해석해도 좋겠다. 직녀(織女)의 슬픔, 기녀(妓女)의 생활 등 묘사는 굴절도 많고 점잖으며, 슬픔에 차 있다. 이 한 무리의 시는 건안(建安)의 시인들에 커다란 영향을 주어, 이후 모방작이 수없이 나타났다.

## 같이 보기
- 고체시